# Winobranie
Winobranie, zbiór winogron – jeden z najważniejszych etapów produkcji wina. Zbiór winogron następuje w momencie osiągnięcia przez nie odpowiedniego poziomu dojrzałości związanej z zawartością cukrów, kwasów i tanin. Winobranie na półkuli północnej odbywa się zwykle między sierpniem a październikiem; na półkuli południowej – między lutym a kwietniem.

## Termin zbioru

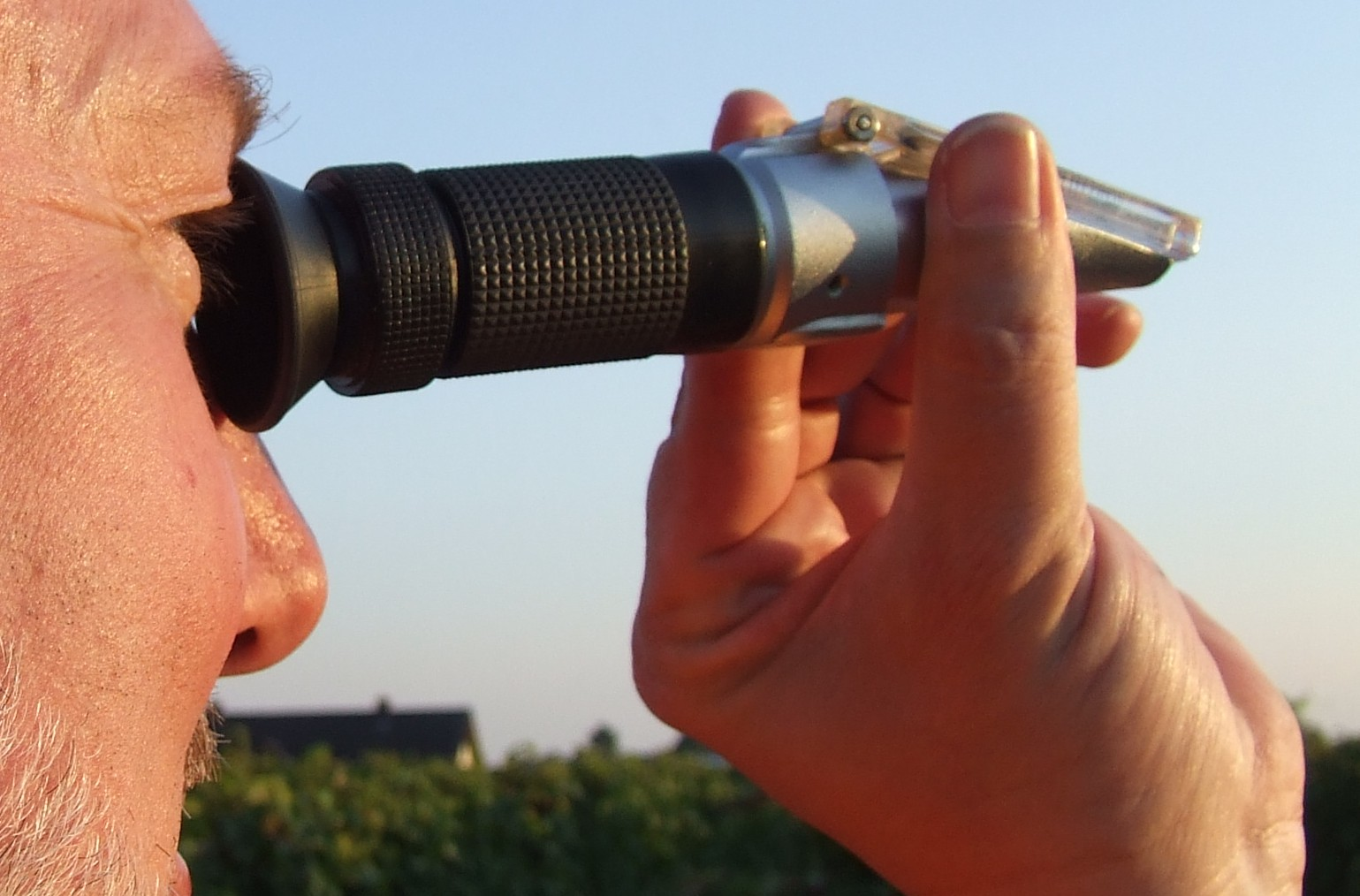
Sprawdzanie poziomu cukru w winogronach za pomocą refraktometru lunetkowego

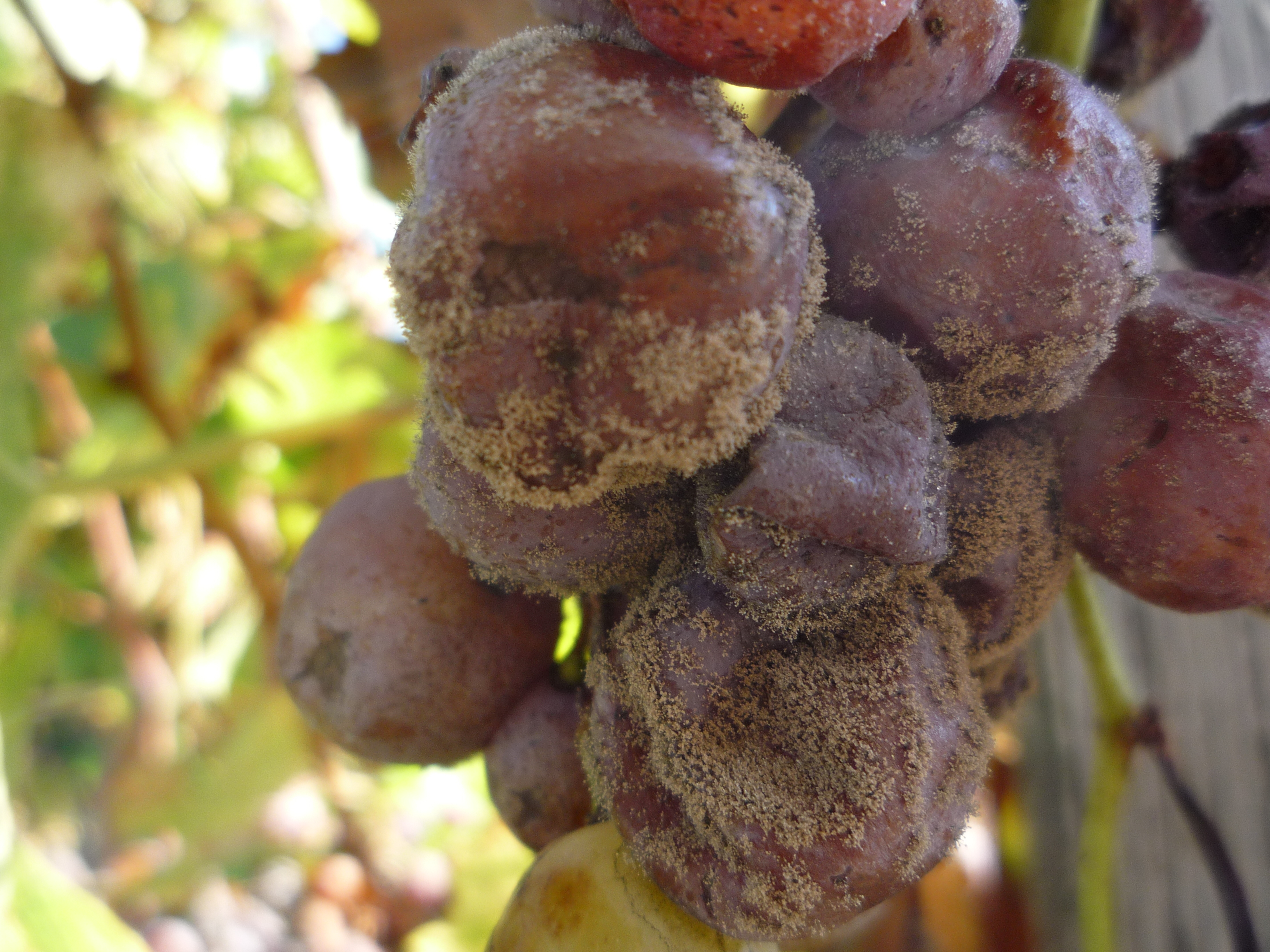
Winogrona porażone szlachetną pleśnią

Winogrona zbiera się po osiągnięciu dojrzałości technologicznej, tzn. kiedy osiągną wystarczająco wysoki poziom cukru bez nadmiernej utraty kwasowości. W chłodnym klimacie trudno jest osiągnąć odpowiednią zawartość cukru; w ciepłym – problemem jest często nadmierna utrata kwasowości. Najczęściej zawartość cukru jest określana refraktometrem, a wynik podawany w stopniach Brixa lub Oeschle. W niektórych regionach winiarskich data, kiedy można rozpocząć zbiory jest regulowana przepisami. W polskich warunkach w uprawie gruntowej zbiory winogron trwają zwykle od połowy sierpnia do połowy października.
Oczekując większego poziomu alkoholu i tanin w winie, winobranie opóźnia się. Jeśli preferowane jest wino z większą kwasowością i mniejszą zawartością tanin, zbiera się je wcześniej. W niektórych częściach Australii dzięki ciepłemu klimatowi można zbierać winogrona o aromatach rozwiniętych w różnym stopniu i o różnym poziomie dojrzałości, a następnie mieszać je dla uzyskania pożądanego efektu.
W niektórych chłodnych regionach ze względu na warunki klimatyczne zbiory nierzadko opóźnia się (wina z późnego zbioru). Winogrona mogą być pozostawiane przez długi czas na winorośli, aby przejrzały, zmniejszyły zawartość wody przez wyparowanie, dawały bardziej skoncentrowany moszcz, o wyższej zawartości cukru i substancji aromatycznych. Przetrzymywanie winogron na krzewach może trwać nawet do czasu ich przemrożenia (wino lodowe). Ponadto zebrane winogrona mogą być w tym celu suszone na słońcu przez pewien czas albo przechowywane w przewietrzanych pomieszczeniach. Porażenie przez Botrytis cinerea (szlachetną pleśń) również pozwala na zatężenie cukrów, wzbogacenie o dodatkowe aromaty, jednak jest to możliwe tylko w szczególnych, nie do końca sprecyzowanych warunkach, w niektórych miejscach na świecie, kiedy grzyb rozwija się na dojrzałych winogronach. Wina wyrabiane z takich winogron nazywane są winami botrytyzowanymi. W innych warunkach grzyb rozwija się jako szara pleśń, powodując straty. Dzięki powyższym metodom można uzyskać ostatecznie wina słodkie.

## Zbiór ręczny i mechaniczny

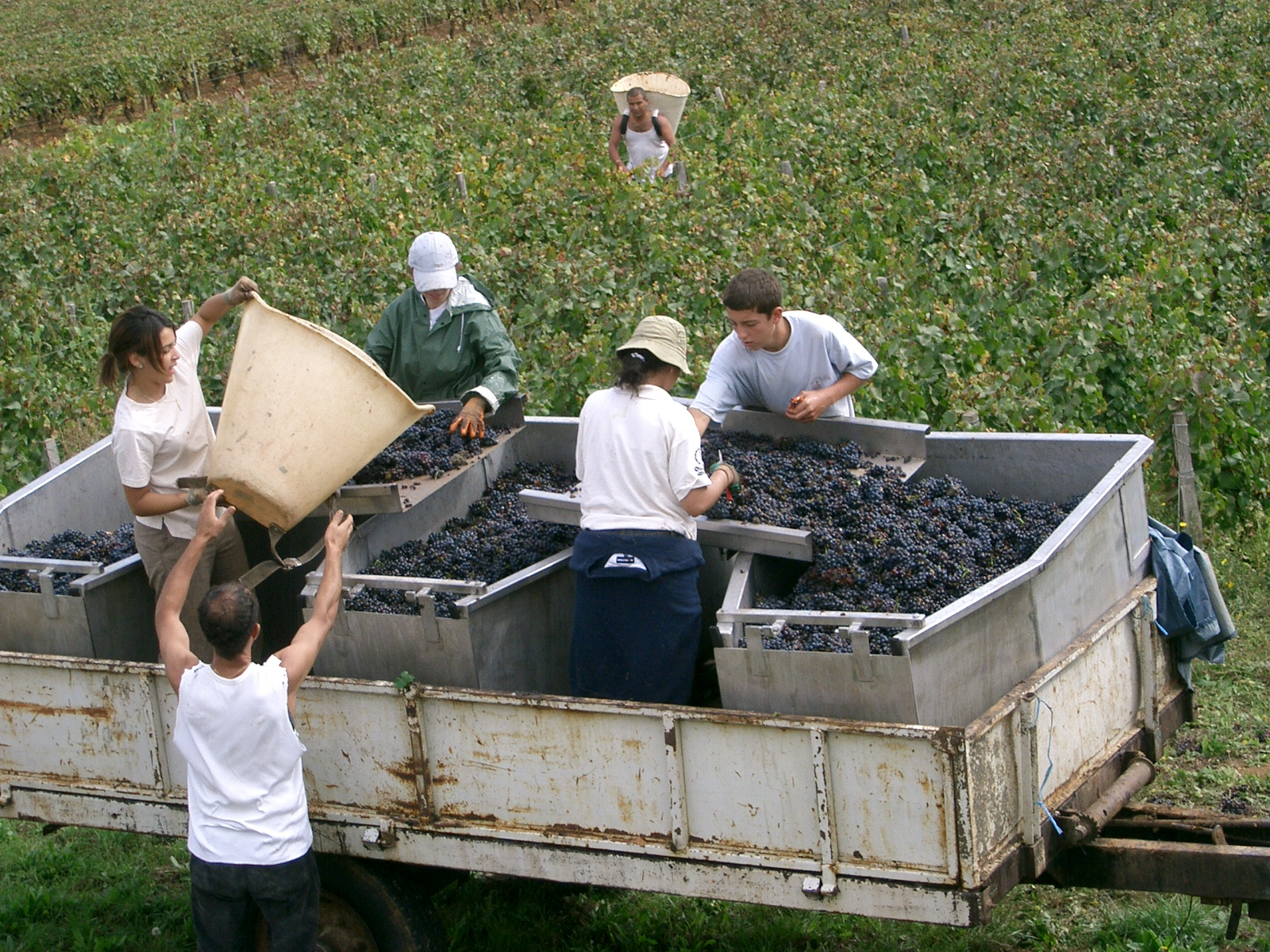
Zbiór ręczny winogron

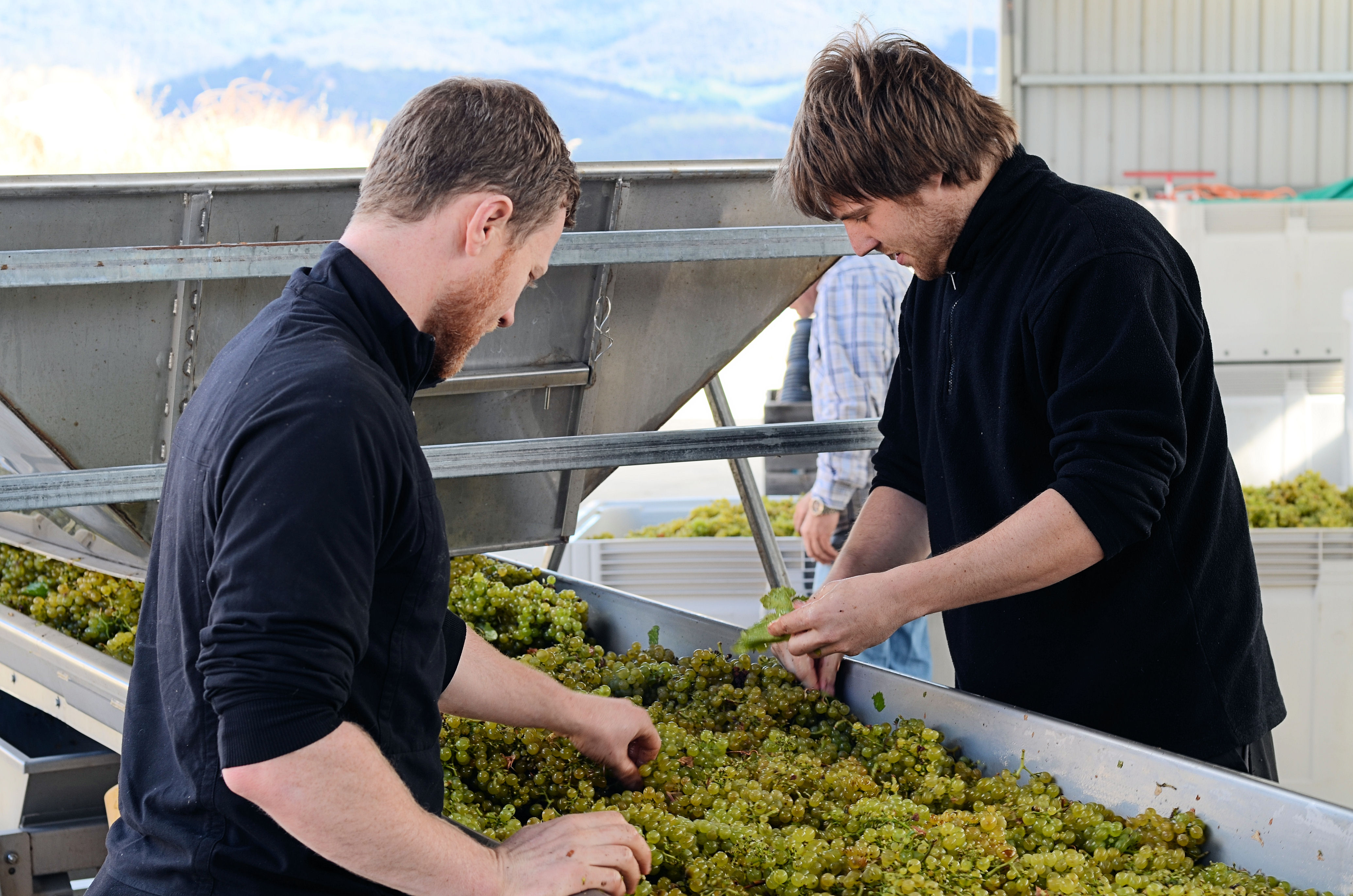
Sortowanie winogron

Winogrona mogą być zbierane ręcznie lub mechanicznie. Zbiór ręczny pozwala na przebieranie winogron (wybór dojrzałych, zdrowych, porażonych szlachetną pleśnią), są one wtedy w mniejszym stopniu uszkadzane. Zbiór mechaniczny jest tańszy, szybszy i można go przeprowadzać nawet nocą (co w ciepłych regionach jest dużą zaletą). Winogrona są częściowo odszypułkowane i zmiażdżone, co sprzyja utlenieniu; jednocześnie mogą zawierać niepożądane liście, fragmenty pędów itp. W przypadku niektórych odmian winogron, jak cabernet sauvignon zbiór mechaniczny zwykle nie wpływa negatywnie na późniejsze wino; niektóre jednak, jak pinot noir, są wrażliwe na uszkodzenia i zbiór ręczny w ich przypadku pozwala zwiększyć jakość wina.
Ciągniki w winnicach pojawiły się po raz pierwszy w latach 50. XX w. Aby móc korzystać z mechanizacji, plantatorzy musieli przystosować swoje winnice przez sadzenie winorośli w rzędach w odpowiedniej odległości między nimi. W wielu górzystych regionach mechanizacja upraw do dziś jest jednak niemożliwa i wiele prac wykonywanych jest ręcznie. Możliwe jest jednak użycie w takich miejscach helikopterów do oprysków. W niektórych apelacjach, np. w Szampanii zbiór mechaniczny jest zabroniony.

## Warunki zbioru
Temperatura podczas zbiorów powinna być jak najniższa, aby zminimalizować utlenienie i rozwój niepożądanych drobnoustrojów. Winobrania nie powinno się przeprowadzać niedługo po opadach deszczu ani przy mgle, bo może to rozcieńczać moszcz. Do zebranych winogron może być dodany SO
2 w celu konserwacji. Transport do winiarni powinien się odbyć jak najszybciej po zbiorze, choć w regionach Nowego Świata, ze względu na duże odległości, może to zająć nawet 24 godziny.

## Wydajność
Na ogół uznaje się, że istnieje zależność między wysokością plonów winorośli (wydajnością) a jakością późniejszego wina – im mniejsza wydajność, tym lepsza jakość wina. Na tym założeniu bazuje prawo winiarskie w większości krajów. Nie jest to jednak prosta zależność liniowa. Ponadto niektóre szczepy są bardziej wrażliwe od innych na zwiększenie wydajności. Może mieć to związek ze spadkiem intensywności smaku, mniejszą powierzchnią skórek nadających barwę w związku z większymi jagodami, zachwianą strukturą wynikającą z zawartości tanin i kwasów.

## Procesy biochemiczne
W winogronach po zbiorze nadal zachodzą procesy enzymatyczne. W nieuszkodzonych jagodach wyczerpują się zapasy tlenu i substancji biorących udział w oddychaniu komórkowym, co szybko zapoczątkowuje procesy fermentacyjne. W uszkodzonych jagodach w przemianach biochemicznych bierze udział tlen, aktywne są oksydoreduktazy i oksygenazy, których przemiany często pogarszają jakość winogron. Przykładowo sok z jasnych winogron brązowieje natychmiast po ich rozgnieceniu. Z drugiej strony enzymy z grupy hydrolaz rozkładają wiele makrocząsteczek, np. białka, co przyczynia się do wzrostu jakości, dlatego w zależności od techniki winiarskiej czas maceracji winogron jest różny. Poza tym opracowano preparaty enzymatyczne, które mogą być dodawane, jeśli naturalnie występujące w moszczu enzymy nie działają zadowalająco (np. ze względu na nieodpowiednie pH, krótką macerację). Wśród nich enzymy pektynolityczne ułatwiają uwalnianie soku, zmniejszają lepkość i przyśpieszają osiadanie osadu.